# Săsar, Maramureș
Săsar (în maghiară  Zazár) este un sat în comuna Recea din județul Maramureș, Transilvania, România.

## Istoric
Așezarea este atestată documentar din anul 1327 sub numele de Zazarbanya (Baia Săsar). Localitatea este străbătută de râul Săsar.

## Etimologie
Etimologia numelui localității: din rad. i.-e. *sar-, *ser- „apă; cur¬gere", repetat (sar sar); prin asimilarea lui -r- în -ss- (din grupul consonantic -rs-) > Săsar. 
Alternativ, denumirea râului Săsar în limba latină era de Rivulus Saxarum (Râul Pietrelor), iar numele de Săsar a putut veni de la Saxar.

## Demografie
La recensământul din 2011, populația era de 2.016 locuitori. 

## Personalități locale
- Moise Sora Noacul (1806-1862), cărturar renumit, a fost preot interimar între anii 1858-1859, fiind preot în Bozânta Mare la acea dată.
- Ion Săsăran (1933-2009), actor
- Vasile Dobra (1943-2007), poet. Vol. Femei care m-ar fi putut iubi (1998), Fluier de zăpadă (1999), Geografia tristeții (2003).